# Cantó de Bezons
El cantó de Bezons és un antic cantó francès del departament de Val-d'Oise, que estava situat al districte d'Argenteuil. Comptava amb el municipi de Bezons.
Al 2015 va desaparèixer i el seu territori va passar a formar part del nou cantó d'Argenteuil-3.

## Municipis
- Bezons

## Història
| Data d'elecció                           | Identitat          | Partit | Qualitat |
| ---------------------------------------- | ------------------ | ------ | -------- |
| 1964-1976                                | Albert Bettencourt | PCF    |          |
| 1976-1982                                | M. Baude           | PCF    |          |
| 1982-2001                                | Jacques Leser      | PCF    |          |
| 2001-2008                                | Bernard Calabuig   | PCF    |          |
| 2008-                                    | Dominique Lesparre | PCF    |          |
| les dades anteriors no són pas conegudes |                    |        |          |
|                                          |                    |        |          |